# Etlingera muriformis
Etlingera muriformis är en enhjärtbladig växtart som beskrevs av Axel Dalberg Poulsen. Etlingera muriformis ingår i släktet Etlingera och familjen Zingiberaceae. Inga underarter finns listade i Catalogue of Life.